# Oude Synagoge (Lublin)
De Oude Synagoge (Pools: Synagoga Chewra Nosim) in de Poolse stad Lublin is tegenwoordig een klein museum over het Joodse leven in Lublin, van voor en na de Tweede Wereldoorlog. Voordat de orthodoxe synagoge in 1930 verhuisde naar de Chachmei Lublin Yeshiva Synagoge, kwam een deel van de joodse gelovigen in dit neoclassicistisch gebouw uit 1889 samen. Het museum bevindt zich op de eerste verdieping aan de Ulica Lubartowska 10 in de Joodse Wijk van de stad. De poort naast het gebouw dient als toegang tot het museum.

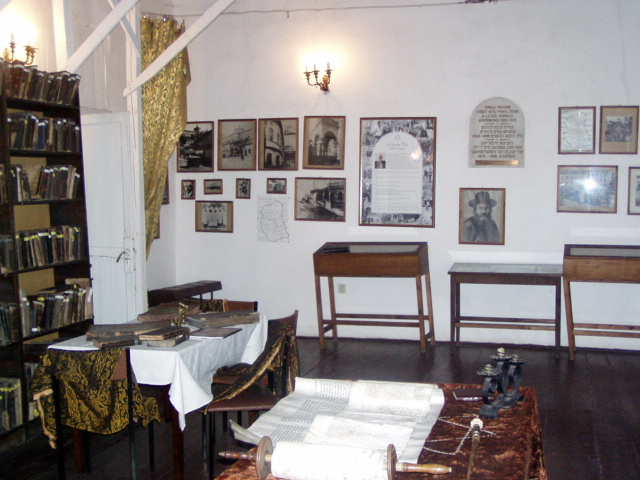
Deel van het interieur van het museum